# Gran Vilaya
Gran Vilaya es el nombre dado a un complejo de multitud de restos y ruinas arqueológicas, que se distribuyen en una amplia zona en el valle de Utcubamba, en el norte de Perú. Fue declarado Patrimonio Cultural de la Nación mediante RDN Nº 196/INC-2003.
Gene Savoy, un explorador estadounidense, descubrió y nombró el complejo en 1985. Se encuentra al oeste de la fortaleza de Kuélap, que se caracterizó por ser centros de población, tales como Las escaleras, la Pirquilla, Cacahuasha, Mortero, el Obispo, Paxamarca, Lanche, el Secreto, etc. Hay entre 15 y 30 sitios principales y cientos de sitios más pequeños. Este complejo data de la cultura pre-inca Chachapoyas.
Se estima que existen aproximadamente 5.000 edificios en el área metropolitana del Gran Vilaya, algunos circular y otros rectangular, todos construidos de piedra caliza propia del lugar con geométricas formas en relieve en las paredes que representan muchas veces a los seres humanos y animales como la serpiente, el cóndor o el puma (patrones en zig zag, este último en forma de diamante que representa a sus ojos).
Varias agencias de viajes ofrecen excursiones de senderismo en la zona, cruzando montañas a pie ya caballo, y terminando en la fortaleza de Kuélap.